# Soulier d'or belge 1985
Le Soulier d'or 1985 est un trophée individuel, récompensant le meilleur joueur du championnat de Belgique sur l'ensemble de l'année 1985. Ceci comprend donc à deux demi-saisons, la fin de la saison 1984-1985, de janvier à juin, et le début de la saison 1985-1986, de juillet à décembre.

## Lauréat
Il s'agit de la trente-deuxième édition du trophée, remporté pour la deuxième fois par l'attaquant et capitaine du FC Bruges Jan Ceulemans. Depuis trois ans, le club brugeois est en reconstruction, sous la houlette de l'entraîneur Henk Houwaart. Ceulemans est le leader de l'équipe sur le terrain, qui termine vice-championne de Belgique. Ses prestations de haut niveau, notamment en équipe nationale, lui permettent de remporter un deuxième Soulier d'Or, exploit qui n'avait plus été réalisé depuis Wilfried Van Moer en 1969. Il devance sur le podium deux autres internationaux belges, Philippe Desmet du KSV Waregem, demi-finaliste de la Coupe UEFA, et René Vandereycken, de retour à Anderlecht.

## Top-3
| Place | Joueur            | Nationalité | Club(s)        | Points |
| ----- | ----------------- | ----------- | -------------- | ------ |
| 1.    | Jan Ceulemans     |             | FC Bruges      | 312    |
| 2.    | Philippe Desmet   |             | KSV Waregem    | 232    |
| 3.    | René Vandereycken |             | RSC Anderlecht | 161    |